# Beaupréau-en-Mauges
Beaupréau-en-Mauges es una comuna francesa situada en el departamento de Maine y Loira, en la región de Países del Loira.

## Historia
Fue creada el 15 de diciembre de 2015, a partir de la fusión de las comunas de la Communauté de communes du Centre-Mauges, en aplicación de una resolución del prefecto de Maine y Loira de 24 de septiembre de 2015. Concretamente, se fusionaron las antiguas comunas de Andrezé, Beaupréau, Gesté, Jallais, La Chapelle-du-Genêt, La Jubaudière, La Poitevinière, Le Pin-en-Mauges, Saint-Philbert-en-Mauges y Villedieu-la-Blouère, pasando a estar el ayuntamiento en la antigua comuna de Beaupréau.

## Demografía
| Gráfica de evolución demográfica de Beaupréau-en-Mauges entre 1800 y 2021 |
|                                                                           |

Los datos entre 1800 y 2013 son el resultado de sumar los parciales de las diez comunas que forman la nueva comuna de Beaupréau-en-Mauges, cuyos datos se han cogido de 1800 a 1999 (o a 2006 según corresponda), para las comunas de Andrezé, Beaupréau, Gesté, Jallais, La Chapelle-du-Genêt, La Jubaudière, La Poitevinière, Le Pin-en-Mauges, Saint-Philbert-en-Mauges y Villedieu-la-Blouère de la página francesa de EHESS/Cassini. Los demás datos se han cogido de la página del INSEE.

## Composición
| Comuna delegada          | Código INSEE | Población (2013) | Superficie (km²) | Densidad (hab./km²) |
| ------------------------ | ------------ | ---------------- | ---------------- | ------------------- |
| Andrezé                  | 49006        | 1859             | 21.20            | 88                  |
| Beaupréau                | 49023        | 6909             | 35.79            | 193                 |
| Gesté                    | 49151        | 2676             | 35.55            | 75                  |
| Jallais                  | 49162        | 3277             | 52.81            | 62                  |
| La Chapelle-du-Genet     | 49072        | 1216             | 9.10             | 124                 |
| La Jubaudière            | 49165        | 1225             | 10.90            | 112                 |
| La Poitevinière          | 49243        | 1074             | 26.73            | 40                  |
| Le Pin-en-Mauges         | 49239        | 1364             | 16.88            | 81                  |
| Saint-Philbert-en-Mauges | 49312        | 383              | 7.25             | 53                  |
| Villedieu-la-Blouère     | 49375        | 2502             | 14.24            | 176                 |